# Klöster in Saarlouis
In der Geschichte der Stadt Saarlouis bildeten sich mehrere Niederlassungen katholischer Orden.

## Kapuzinerkloster

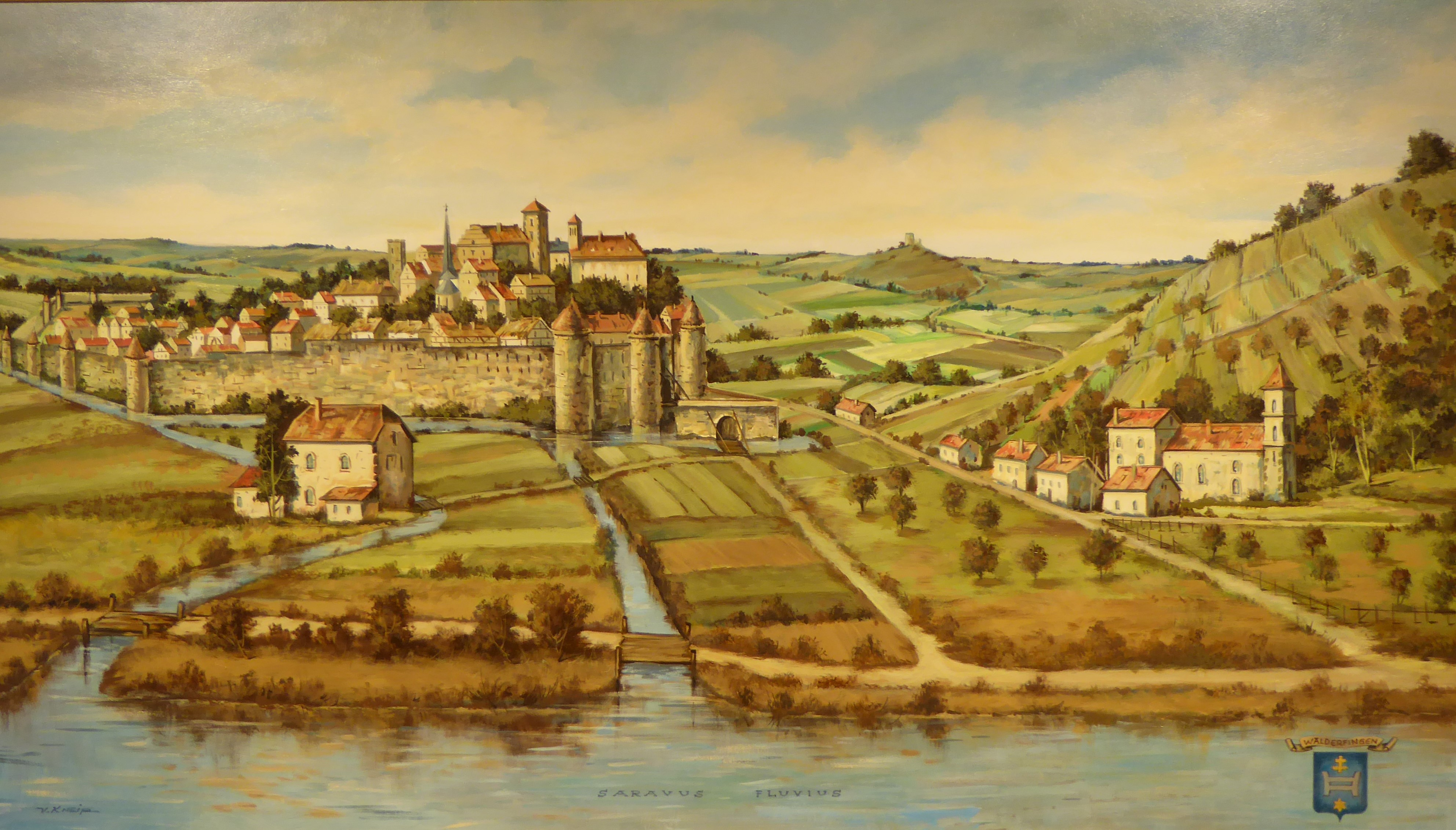
Rekonstruktion der Stadt Wallerfangen vor der Zerstörung, ganz rechts das Kapuzinerkloster, jetzt Standort des Schlosses Villeroy

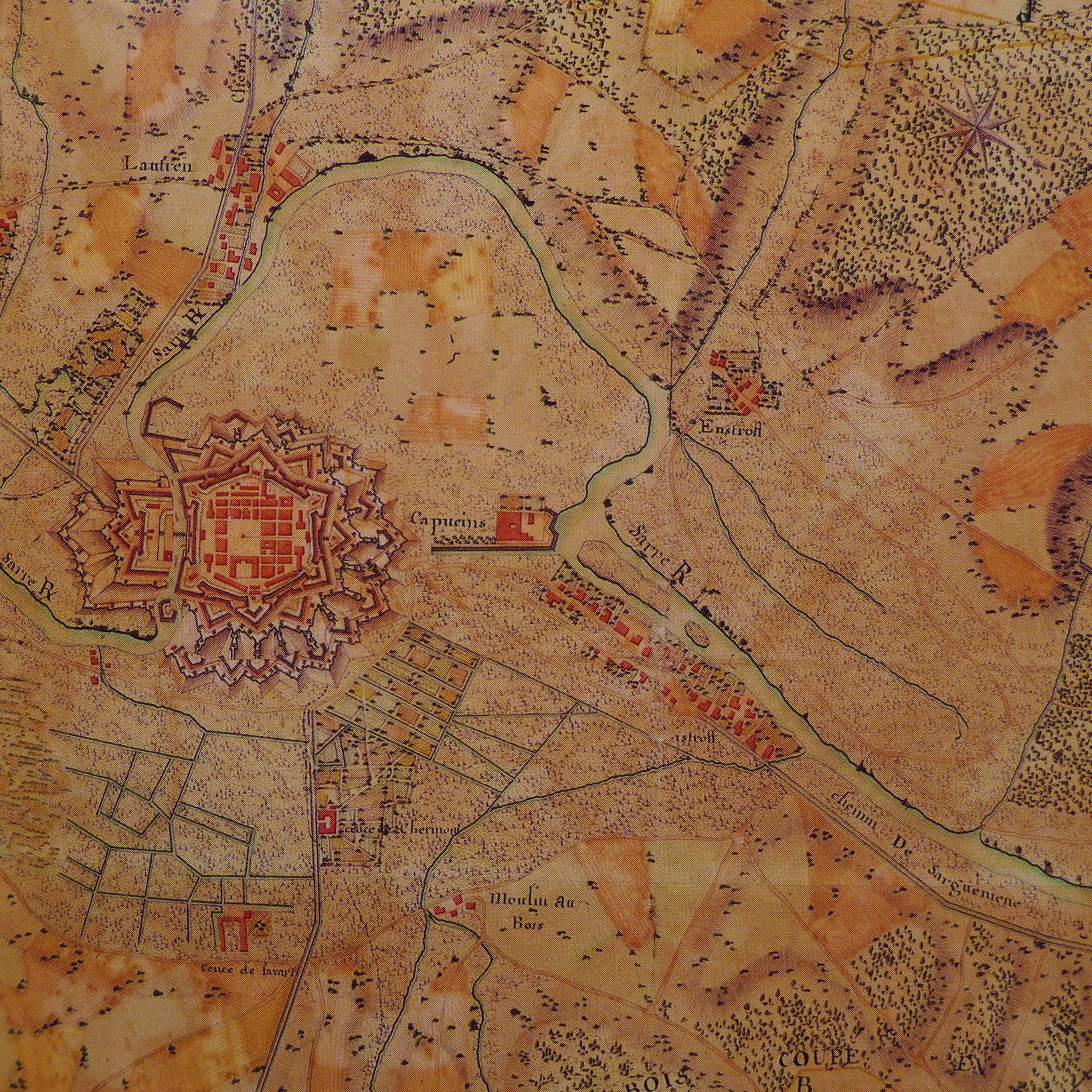
Lage des neuen Kapuzinerklosters am Saarkanal nach der Umsiedelung, Carte des environs de Sarrelouis, 1765 (Städtisches Museum und Stadtarchiv Saarlouis); das Klostergelände ist heute eine unbebaute Acker- und Baumfläche am Rande der Lisdorfer Aue (Kapuzineraue)

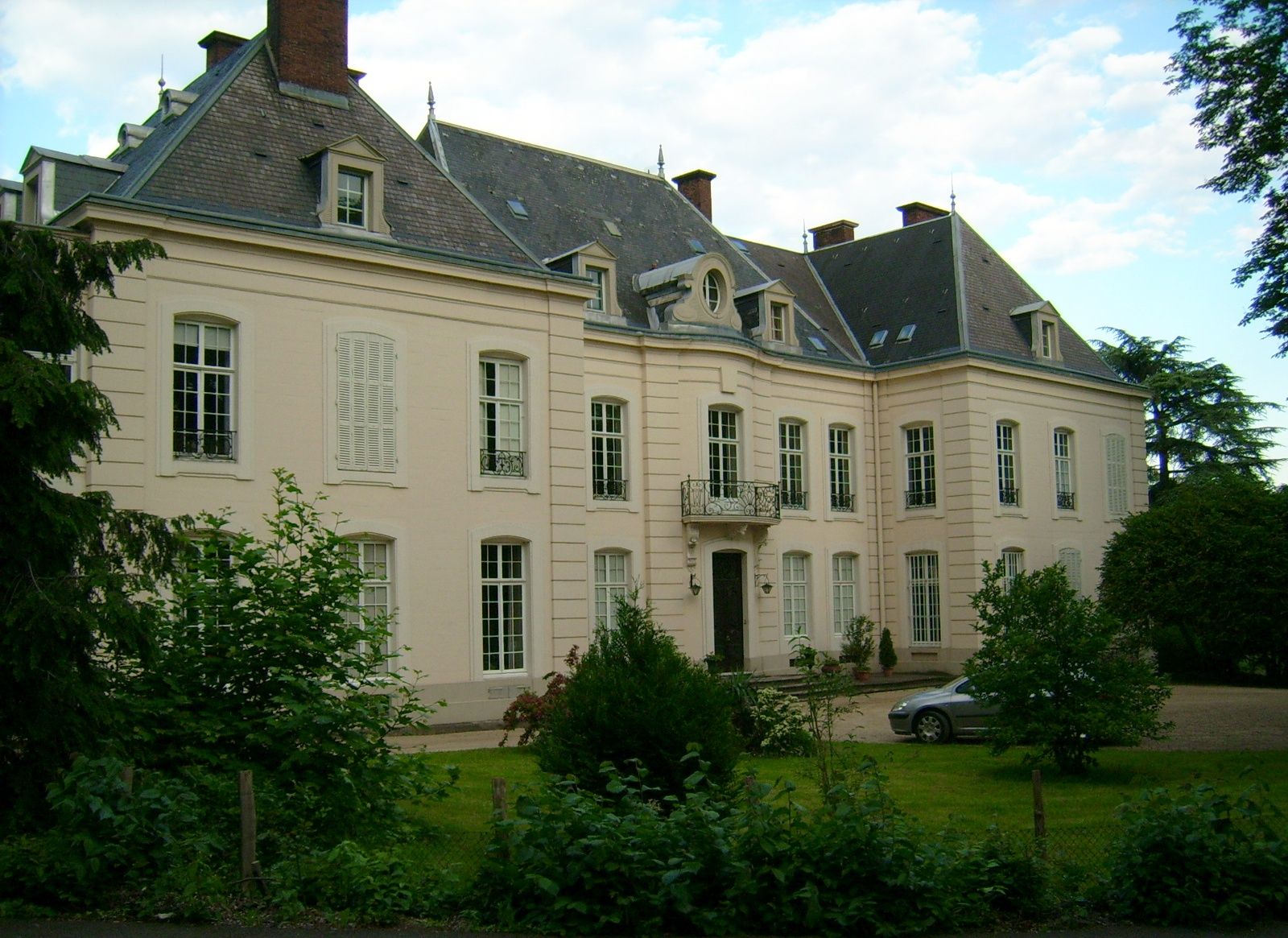
Wallerfangen, Schloss Villeroy, errichtet auf den Grundmauern des ehemaligen Kapuzinerklosters

Auf Befehl des französischen Königs Ludwig XIV. wurde im Jahr 1691 das Wallerfanger Kapuzinerkloster (heute Standort des Schlosses Villeroy) in die Lisdorfer Au (Kapzinerschanze an einer Saarfurt) umgesiedelt. 
Das Kloster in Wallerfangen war während des Dreißigjährigen Krieges im Jahr 1628 mit der wirtschaftlichen Förderung des lothringischen Herzogs Karl IV. gegründet worden. Die Mönche waren hauptsächlich in der Krankenpflege tätig. Bereits im Jahr 1635 wurde die noch junge Klostergründung während der Eroberung Wallerfangens durch den kaiserlichen Generalleutnant und Feldzeugmeister Matthias Gallas erheblich zerstört. Der Wiederaufbau lief nur schleppend voran, sodass die finanziell geförderte Umsiedelung nach Saarlouis eine Chance bot. 
Auf den Ruinen des Wallerfanger Klosters errichtete Albert de Lasalle, Herr von Dillingen, ab 1741 einen Herrschaftssitz, der sich heute im Besitz der Familie Villeroy befindet. In das neue Klostergebäude in der Lisdorfer Aue (Kapuzineraue) zogen 25 Patres aus der Champagne ein. Das Klostergebäude mit Mauern und Bastionen konnte im Angriffsfall auch als Zitadelle zum Schutz der Saarfurt genutzt werden. Die Klosterkeller waren als Kasematten ausgebaut, in denen im Bedarfsfall Soldaten untergebracht werden konnten. Die Klosterkirche wurde im Jahr 1718 geweiht. 
Im Zuge der Französischen Revolution forderte der Munizipalrat der Stadt Saarlouis im August 1790 von der Klosterleitung sowie den übrigen Klöstern der Umgebung – der Abtei Wadgassen, der Abtei Fraulautern sowie dem Saarlouiser Augustinerkloster – die Erstellung einer Inventarliste ihrer Liegenschaften. Darüber hinaus sei der Munizipalrat befugt, alle Ordensmitglieder, die das Kloster verlassen wollten, von ihrem Gelübde zu entbinden. Daraufhin wiesen die Kapuziner in einer von der Klosterleitung an den Munizipalrat gerichteten Bittschrift auf die Notwendigkeit der von ihnen an der Bevölkerung ausgeübten Seelsorge hin und hofften damit, das Kloster erhalten zu können. Die letzte Kapitelversammlung der Kapuziner fand am 7. Januar 1791 statt. Im Juni 1791 wurden auf Beschluss der Departementsverwaltung die Karmeliter des Klosters auf dem Limberg und Kapuziner aus Saargemünd im Klostergebäude einquartiert. Im Juli 1791 ordnete die Departementsverwaltung den Verkauf des Klosterinventars an. Als die Klosterleitung sich dagegen wehrte mit dem Hinweis, das Kloster sei noch nicht aufgelöst, warf man den Mönchen vor, konterrevolutionäre Sympathisanten und Feinde der Zivilkonstitution zu sein, die unter dem Deckmantel der Religionsausübung gegen den Staat hetzerische Wühlarbeit leisteten. Das Kapuzinerkloster, das an der äußersten Landesgrenze Frankreichs gelegen sei, wo der revolutionäre Geist sich noch nicht ausreichend etabliert hätte, bedeute eine Gefahr für die Sicherheit der französischen Nation. Nach einer Verleumdungskampagne gegen das Kloster wurde zunächst die Klosterkirche geschlossen. Im Juni 1792 wurde die Klosterglocke zum Einschmelzen requiriert. Das Kloster wurde Ende August, Anfang September 1792 endgültig geräumt. Das Klosterinventar wurde versteigert und die Klostergebäude gelangten in den Besitz der Militärverwaltung, die sie als Kaserne und Hospital nutzten. 
Im Jahr 1795 sollten die Gebäude öffentlich versteigert werden, was allerdings dann doch unterblieb. Das Klosterareal erhielt während der preußischen Zeit im Jahr 1821 die Bezeichnung „Fort Rauch“. Im Jahr 1889 wurde das gesamte Gelände eingeebnet.

## Augustinerkloster

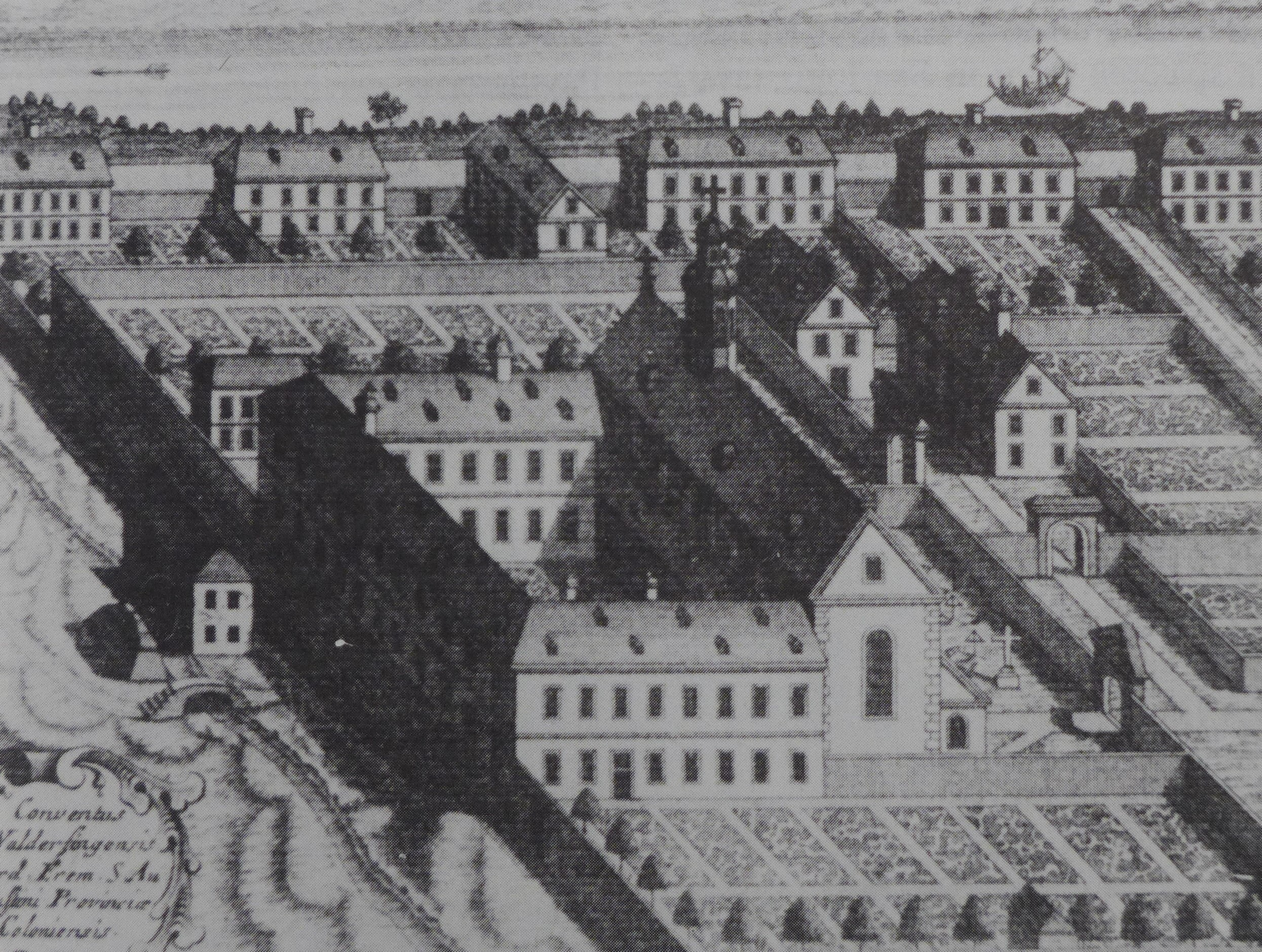
Augustinerkloster Wallerfangen (Conventus Walderfingensis Ord. Erem. S. Augustini Provinciae Coloniensis), Stich von Johann Matthias Steidlin (auch Steudlin), 1731, Am Standort der Klosterkirche befindet sich heute die Wallerfanger Pfarrkirche St. Katharina

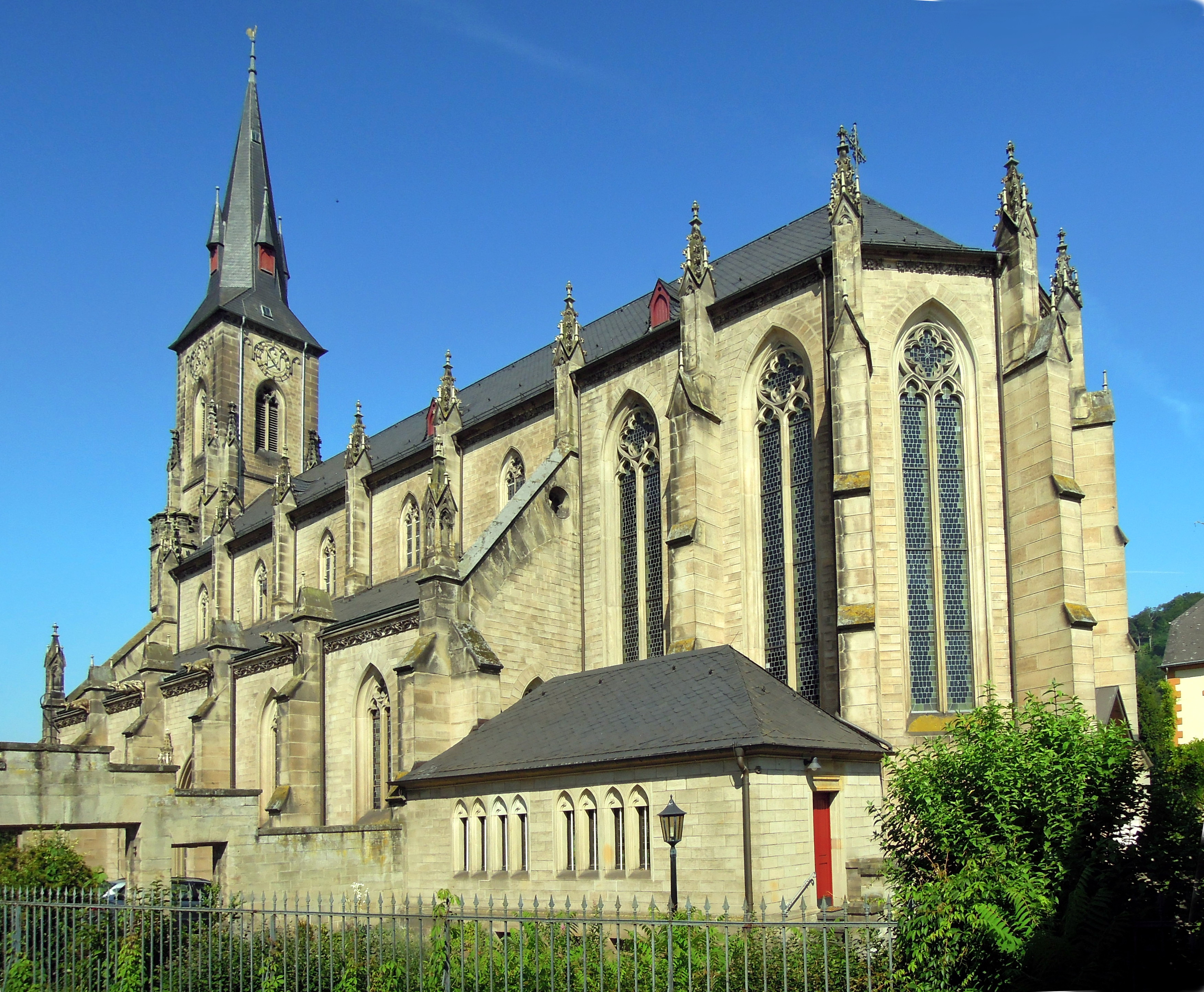
Wallerfangen, Kirche St. Katharina, Standort der ehemaligen Augustinerklosterkirche

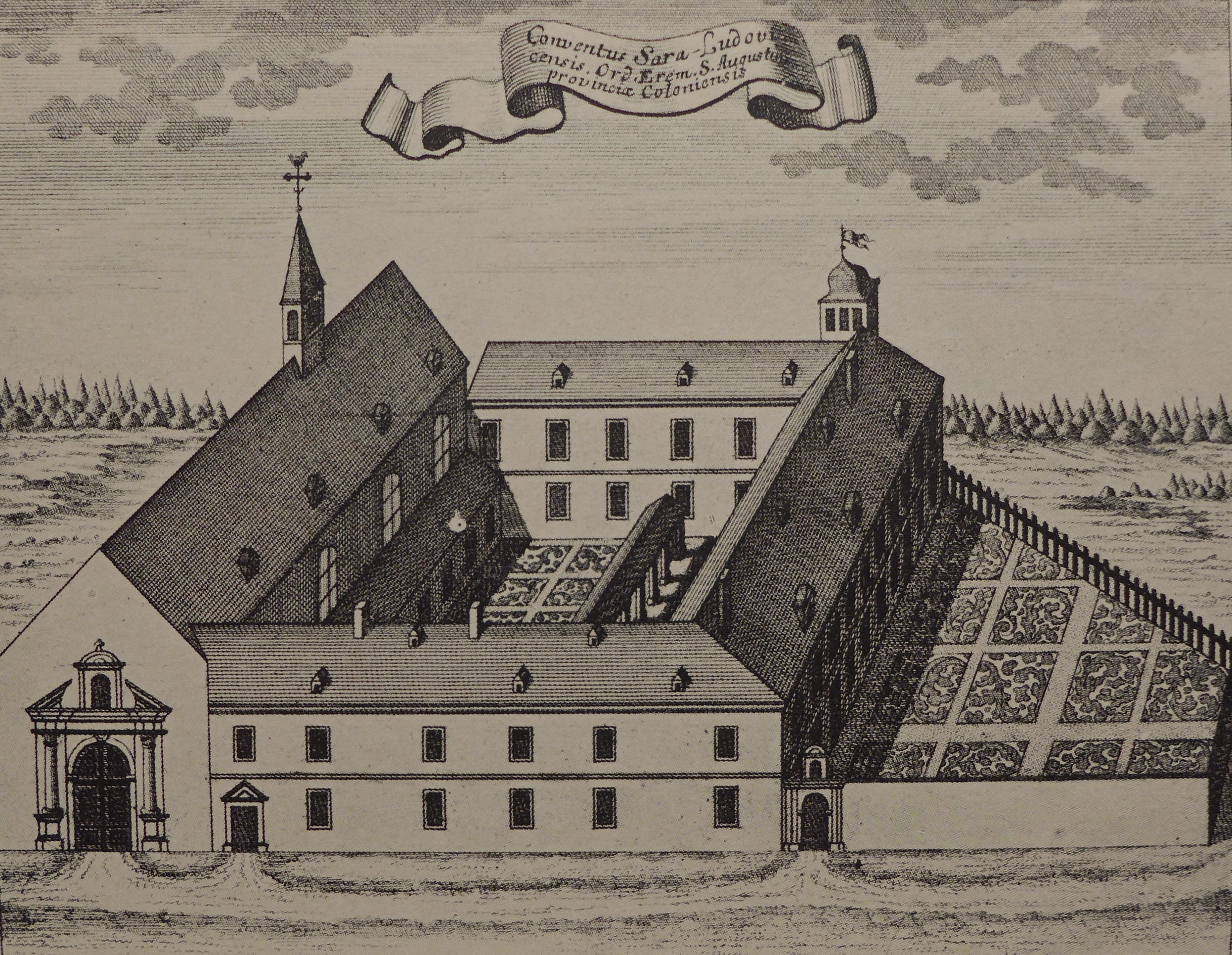
Früheres Augustinerkloster Saarlouis um 1720, späteres Collège, dann Gelände des Canisianums; der dargestellte Weg vor dem Kloster ist die heutige Augustinerstraße, die linke seitliche Begrenzung des Klosterareals neben der Klosterkirche ist die heutige Stiftsstraße, im Bereich der Apsis der Klosterkirche befindet sich heute die Canisianumskapelle

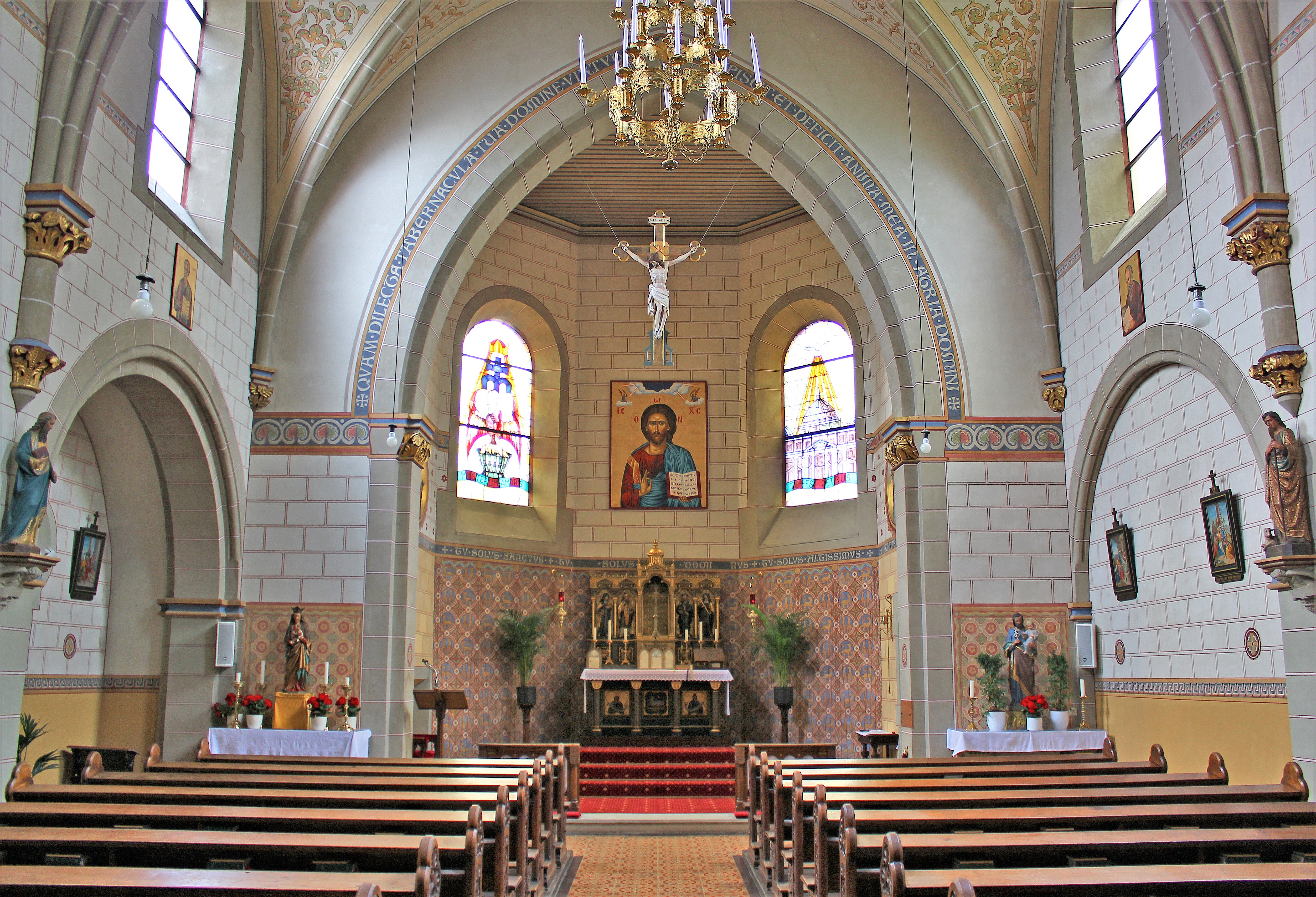
Wilhelm Peter Schmitz: Saarlouis, St. Petrus Canisius, Innenraum

Das im Jahr 1306 gegründete Wallerfanger Augustinerkloster wurde im Jahr 1691 mit der Hälfte der Patres nach Saarlouis verlegt, während das Ursprungskloster weiterhin bestand. Die Mönche bewohnten in Saarlouis zunächst einige Räume des Pavillons. Die Erlaubnis zur Übersiedelung hatte die Trierer Bistumsverwaltung in einem Schreiben vom 29. November 1687 erteilt. Das Kloster gehörte verwaltungsmäßig zur Kölner Ordensprovinz. Die deutschen Mönche waren ein Zugeständnis an den überwiegend aus Wallerfangen stammenden deutschsprachigen Bevölkerungsteil der neuen Festungsstadt, der im Hinblick auf die französischsprachige Seelsorge durch die Augustiner-Rekollektenpatres in St. Ludwig auf Sprachbarrieren stieß. Darüber hinaus war St. Ludwig aufgrund seiner geringen Gebäudekapazität bei der damaligen hohen Zahl von Gottesdienstbesuchern auch auf eine Ausweichkirche angewiesen. Die Augustiner errichteten in Saarlouis eine vierflügelige Klosteranlage, die sich um einen gärtnerisch gestalteten Innenhof legte. Kirche und Konventsgebäude wurden in den Jahren von 1691 bis 1695 errichtet. Die Ausbauarbeiten gingen allerdings über das Jahr 1695 hinaus. Der französische König Ludwig XIV. hatte diesbezüglich dem Konvent eine Spende von 600 Livres zukommen lassen. Dazu kamen zahlreiche Spenden der Bevölkerung. Das Aussehen der neuerrichteten Anlage ist in einem Stich aus dem Jahr 1720 überliefert. Die Klosterkirche, die von der Länge her etwas kürzer als die St. Ludwigskirche angelegt worden war, wurde dem heiligen Nikolaus von Myra geweiht. Mit der Beerdigung des erst fünfjährigen Cornelius Mathieu am 1. August 1696 vollzog man die erste Bestattung innerhalb der Klosterkirche. König Ludwig XIV. bestätigte die neue Niederlassung in Saarlouis im Jahr 1705 in einem Schreiben und lobte dabei die Qualität der Seelsorge und des Lateinunterrichtes für die Jugend von Saarlouis ("Car tel est notre Plaisir").
Auf Befehl König Ludwigs XV. mussten allerdings die Wallerfanger und Saarlouiser Augustinermönche im Jahr 1751 ihre beiden Klöster verlassen und wurden durch französischsprachige Mönche ersetzt. Ebenfalls durch königliche Anordnung, diesmal durch Ludwig XVI., wurde der Wallerfanger und Saarlouiser Konvent mit Wirkung vom 22. Juli 1777 miteinander verschmolzen. Folge war, dass die letzten Wallerfanger Mönche nun nach Saarlouis umsiedelten. Der Wunsch zur Zusammenlegung war von den Mönchen selbst ausgegangen. Die Seelsorge in Wallerfangen versahen sie allerdings weiter und die Wallerfanger Klosterkirche blieb ebenfalls weiter bestehen, während die übrigen Wallerfanger Konventsgebäude sämtlich abgerissen wurden. Die Klosterbibliothek verbrachte man nach Saarlouis. Der wertvolle Bücherbestand ging in den Wirren der Französischen Revolution vollständig verloren.
Im Gefolge der Französischen Revolution wurden im Jahr 1790 alle Orden aufgehoben. Die austrittswilligen Kleriker erhielten mit zeitlicher Unterbrechung in der Terreurphase eine staatliche Pension, während sich diejenigen Mönche, die weiterhin in klösterlicher Gemeinschaft leben wollten, in sogenannte "maisons de réunion" ziehen mussten. Nonnen wurde bis zum Jahr 1792 gestattet, in ihren Klöstern zu leben. Ordensgewänder durften nicht mehr getragen werden. Bereits am 5. Oktober 1790 beabsichtigte die Saarlouiser Distriktsverwaltung im Klostergebäude Verwaltungsbüros einzurichten. Der Stadtrat plante seit dem 18. Februar 1791 in den Räumen ein städtisches Unterrichtskolleg einzurichten. Der Konvent wurde Ende des Jahres 1790 aufgehoben. Am 20. November 1791 machte der Saarlouiser Jakobinerklub die Klostergebäude zu seinem Sitzungslokal. Die Distriktsverwaltung beabsichtige das Klosterareal zu veräußern. Als sich kein geeigneter Käufer fand, versuchte man, die Räume ab Januar 1792 zu vermieten. Nach einer kurzen Renovierung geschah dies am 13. März 1792 mit der Unterzeichnung eines Mietvertrages durch einen Saarlouiser Bürger, worauf die noch im Gebäude verbliebenen restlichen Mönche zwangsausgesiedelt wurden. Schon im Jahr 1793 wurde der Mietvertrag gekündigt und das Kloster in ein Gefängnis umgewandelt. 1801 wurde die Orgel der Klosterkirche nach Medelsheim verkauft. Sie besaß 21 Register verteilt auf zwei Manuale und Pedal und war seitenspielig angelegt. Das Instrument verbrannte 1939 mit der Medelsheimer Kirche.
Die Klosterkirche wurde im Jahr 1806 abgerissen. Die sonstigen Klosterräume nutzte man zur Zeit Napoleons als kaiserliches Collège, bis im Jahr 1816 ein königlich-preußisches Progymnasium eingerichtet wurde. Allerdings reduziertes man diese pädagogische Einrichtung schon im Folgejahr auf eine einklassige Mittelschule. Auf dem übrigen Klostergelände errichtete man ein Hospital (heutiges Canisianum (Saarlouis)). Die letzten barocken Gebäudeteile beseitigte man im Jahr 1840, um dort durch den Koblenzer Architekten Johann Claudius von Lassaulx das neue Hospitienhaus zu errichten.
Die zugehörige Krankenhauskapelle erbaute im Jahr 1901 der Trierer Dombaumeister Wilhelm Peter Schmitz im Stil der rheinischen Neospätromanik. Das ursprüngliche Rippengewölbe der Apsis der Kapelle wurde im Zweiten Weltkrieg zerstört und beim Wiederaufbau durch einen flachen Deckenabschluss ersetzt. Dabei konstruierte man die Dachneigung der Apis wesentlich niedriger als zuvor. Eine Neuverglasung der Chorfenster geschah im Jahr 1951. Bei dieser Maßnahme wurden die Kleeblattfenster des Schiffes zugemauert.
Nach der Verlegung des städtischen Krankenhauses kaufte im Jahr 1929 der Jesuitenorden das Anwesen. Der Orden richtete hier ein Schülerheim ein, das allerdings im Jahr 1931 bereits wieder seine Pforten schließen musste.
In den Jahren 1979 bis 1980 erfolgte eine umfassende Restaurierung der Anlage. Ein Teil der Räumlichkeiten diente den dort lebenden Jesuitenpatres als Wohn- und Arbeitsbereich, der Rest wurde als Büro- und Praxisräume vermietet. Im Jahr 2007 gaben die Jesuiten ihre bisherige Niederlassung in Saarlouis auf und die Kirche wurde profaniert. Die Gebäude gingen wieder in das Eigentum der Stadt Saarlouis über, die die Kirche und das Klostergebäude drei Jahre später im Jahr 2010 an einen Architekten verkaufte. Dieser veräußerte das entwidmete Sakralgebäude im selben Jahr an ein Bestattungsunternehmen weiter, das es als Urnenbegräbnisstätte (Kolumbarium) nutzen wollte. Träger sollte die Altkatholische Kirche werden, da dem saarländischen Bestattungsgesetz zufolge nur Religionsgemeinschaften, die Körperschaften des öffentlichen Rechts (KdöR) sind, Friedhöfe einrichten dürfen. Die Pläne sahen auch die gleichzeitige Nutzung der Kirche durch die altkatholische Gemeinde in Saarbrücken vor. Da die Stadt Saarlouis dies jedoch nicht genehmigte, zerschlug sich das Unterfangen.
Im Jahr 2012 erwarb unter Vermittlung des damaligen Pfarrers von St. Ludwig, Ralf Hiebert, sowie des Oberbürgermeisters von Saarlouis, Roland Henz, die Priesterbruderschaft St. Petrus das leerstehende Kirchengebäude zum Preis von 150.000 €, um dort täglich die Heilige Messe nach traditionellem tridentinischem Ritus zu zelebrieren. Die Wiedereröffnung und Benediktion der Kirche erfolgte am 10. Juni 2012. Noch im gleichen Jahr konnte die Petrusbruderschaft auch das an die Kirche angrenzende frühere Wohnhaus der Jesuiten kaufen und richtete dort eine Priesterwohnung und Gemeinderäume ein.
Im Jahr 2014 wurde die Kirche des Canisianums innen gereinigt und vereinzelt fehlende Teile der historistischen Ausmalung ersetzt. Im Jahr 2016 erfolgt, unterstützt von einem eigens gegründeten Förderverein (Förderverein Canisianum Saarlouis e. V., gegründet 2014) und der Deutschen Stiftung Denkmalschutz, die Renovierung des Dachgebälks sowie der Fassade. In einem zweiten Bauabschnitt soll die Rekonstruktion der Apsis und die Öffnung der zugemauerten Blindfenster geschehen.

## Niederlassung der Borromäerinnen

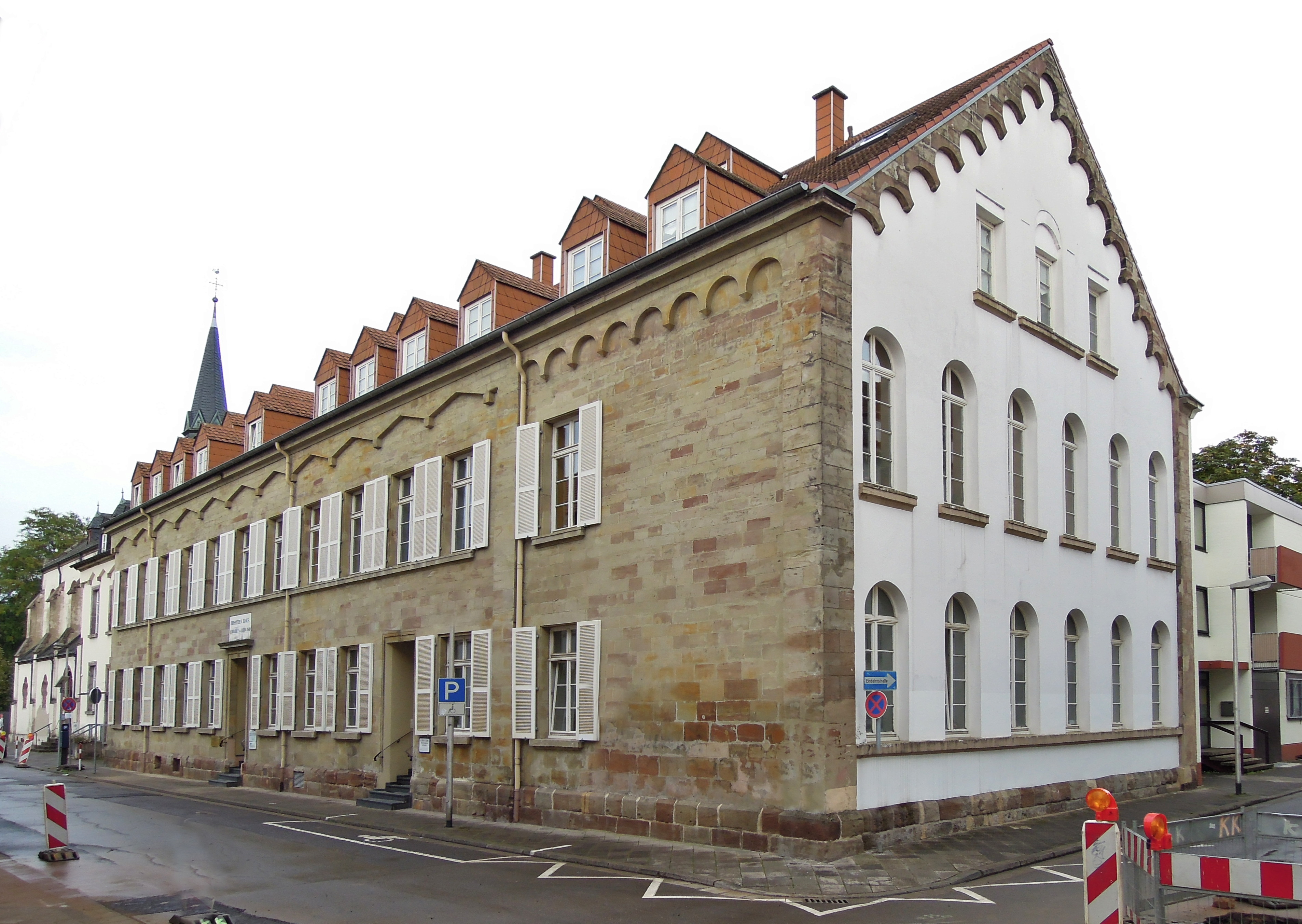
Johann Claudius von Lassaulx: Ehemaliges Hospitalgebäude auf dem Gelände des früheren Augustinerstiftes in der Saarlouiser Stiftstraße

Im Jahr 1687 fusionierten die Güter und Erträge des Wallerfanger St. Anna-Stiftes mit der Saarlouiser Kasse des Armenhospitals (Hospice de charité). Bereits im Jahr 1698 wurde die städtische Armenpflege ganz an die Pfarrei St. Ludwig übertragen. Im Jahre 1783 begründete die Pfarrei in Zusammenarbeit mit der Stadtverwaltung von Saarlouis die Einrichtung des Krankenhauses in der Bierstraße Nr. 7 als selbständiges Armen- und Krankeninstitut im Auftrag König Ludwigs XVI. Das Hospital wurde während der Französischen Revolution im Jahr 1792 verstaatlicht. Die ersten Borromäerinnen kamen am 30. Juli 1810 nach Saarlouis und übernahmen im städtischen Hospital in der Bierstraße die Krankenpflege. Der Orden war im Jahr 1652 im lothringischen Nancy als Schwestern der Liebe vom hl. Karl Borromäus gegründet worden. Aufgrund der beengten Platzverhältnisse in der Bierstraße wurde ein neues Hospital im Jahr 1841 auf dem Eckgrundstück Augustinerstraße/Stiftstraße eingerichtet, auf dem zuvor das alte Augustinerkloster gestanden hatte. Den Entwurf des "Hospitienhauses" erstellte der Koblenzer Architekt Johann Claudius von Lassaulx, der mit Karl Friedrich Schinkel eng zusammenarbeitete. Das Gebäude ist zweigeschossig und verfügt über ein hohes Satteldach. Der Wechsel von einem Fries aus weit gespannten Dreiecken und engeren Rundbögen teilt den Bau optisch in zwei Bereiche. Die Hospizkapelle wurde im Folgejahr 1842 geweiht. Zur Förderung der Mädchenbildung eröffneten die Borromäerinnen im Jahr 1859 eine dreiklassige höhere Töchterschule. In den Jahren 1865 bis 1867 wurden die Gebäude der Schwesternniederlassung erweitert. Infolge des Kulturkampfes wurde fünf Schwestern, die als Volksschullehrerinnen tätig waren, die pädagogische Tätigkeit durch den Staat verboten. Zwei Jahre später, im Jahr 1878 übertrug man die Verwaltung des Hospitals der Armenkommission. Auf Anregung des katholischen Frauenvereins von St. Ludwig riefen die Borromäerinnen im Jahr 1883 eine Kinderbewahranstalt ins Leben. Auf Initiative des Vaterländischen Frauenvereins Saarlouis wurden die Borromäerinnen im Folgejahr 1884 zur Leitung einer zusätzlichen Kinderbewahranstalt berufen. Im Jahr 1887 eröffneten die Schwestern eine Handarbeitsschule für junge Mädchen. Für den Neubau einer Krankenhauskirche beauftragten die Borromäerinnen den Metzer und Trierer Dombaumeister Wilhelm Schmitz, der das neoromanische Sakralbauwerk, die heutige Canisianumskapelle, in den Jahren 1900/1901 errichtete. Das übrige Hospitalgebäude wurde in den Jahren 1904 bis 1906 umgebaut. Die Armen- und Hospitalverwaltung trennte man im Jahr 1908 rechtlich voneinander.
Als die Kaibelkaserne in der Vaubanstraße in den Jahren 1926 bis 1928 durch Stadtbaurat Kleefisch, Stadtbaumeister Schmitt sowie Architekt Winz zu einem modernen Krankenhaus der Stadt Saarlouis umgebaut wurde, siedelten die Borromäerinnen dorthin über. Nach andauernden Schikanen durch das NS-Regime verließ der Orden im Jahr 1939 die Stadt.
Das im Jahr 1942 nach Luftangriffen schwer beschädigte Krankenhaus in der Vaubanstraße wurde ab 1945 in mehreren Etappen wieder aufgebaut. Im Juli 1984 übernahm die gemeinnützige Krankenhaus GmbH der Schwesternschaften Saarbrücken/Rheinpfalz vom Deutschen Roten Kreuz, heute „DRK Krankenhaus GmbH Saarland“, die Trägerschaft. Das Krankenhaus besitzt heute Hauptfachabteilungen für Chirurgie, Innere Medizin, Geburtshilfe und Gynäkologie, Anästhesie und Intensivmedizin sowie Belegabteilungen für Urologie, Neurochirurgie, Gynäkologie und Geburtshilfe. 2022 verließen die letzten beiden Barmherzigen Schwestern das St. Nikolaus-Hospital in Wallerfangen und kehrten ins Mutterhaus nach Trier zurück.

## Niederlassung der Franziskanerinnen

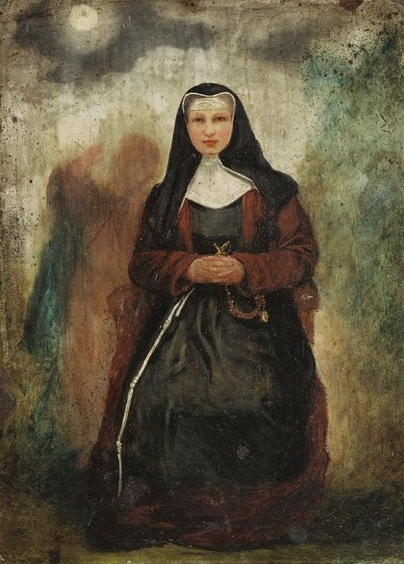
Rosa Flesch, Gemälde um 1866 von Octavie de Lasalle

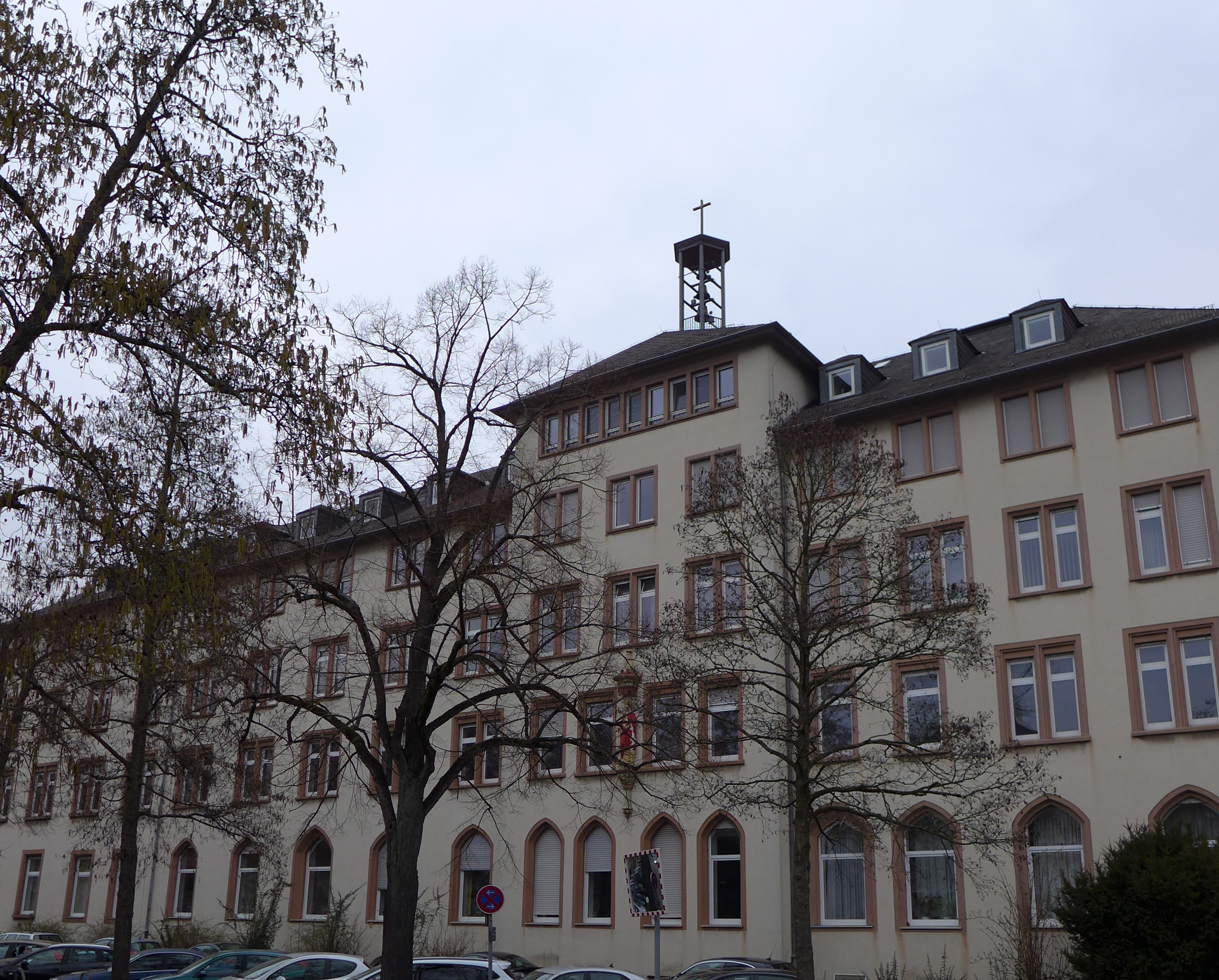
St. Elisabeth-Klinik, Saarlouis, Gebäude der Franziskanerinnen-Niederlassung, aktueller Zustand nach Zerstörung im Zweiten Weltkrieg und verändertem Wiederaufbau

Im Jahr 1875 gründete die im Jahr 2008 seliggesprochene Rosa Flesch auf Vermittlung der Saarlouiser Bürgerin Delphine Motte (eigentlich Gertrud Bernhardine Delphine Motte, 11. Juli 1816 in Fremersdorf bis
5. Februar 1898 in Metz) die Saarlouiser Niederlassung der Franziskanerinnen von der allerseligsten Jungfrau Maria von den Engeln (Waldbreitbacher Franziskanerinnen) zunächst in der Augustinerstraße, dann in der Herrenstraße. Die Franziskanerinnen sollten in der Krankenpflege in Saarlouis tätig werden. Die Eröffnung des ersten Gebäudes erfolgte am 11. Mai 1875. Delphine Motte, Tochter und nach dem Tod ihrer drei Schwestern Alleinerbin des im Jahr 1863 verstorbenen Saarlouiser Notars Louis Henri Motte (1781–1863, seit 1817 Notar in Saarlouis) und dessen Ehefrau Elisabeth (geb. Valette, 1783–1883), hatte in ihrem Haus in der Augustinerstraße drei Franziskanerinnen zu karitativen Zwecken eine eingerichtete Wohnung überlassen und die kleine Ordensniederlassung in der Folgezeit mit zahlreichen Spenden und Grundstücksüberlassungen bedacht. Delphine Motte wohnte ab dem Jahr 1870 auf dem von ihrem Vater erworbenen Landgut in Ancy-sur-Moselle bei Metz, besuchte allerdings mehrmals im Jahr ihre Saarlouiser Stiftung. Auch für den neogotischen Neubau des abgebrannten Kirchturmes von St. Ludwig und den Guss der Turmglocken stiftete Delphine Motte reichlich. Delphine Mottes Onkel war der Saarlouiser Heimatforscher Nikolaus Bernhard Motte (1777–1860), der Autor des grundlegenden Werkes "Manuscrit tiré des archives même de Sarrelouis et de ses environs".
Weitere Saarlouiser Bürger kamen für die Versorgung der jungen Ordensniederlassung mit Nahrungsmitteln auf. Durch den engen Kontakt mit infizierten Kranken starben in der Anfangszeit der Gründung mehrere Schwestern und drei der Oberinnen an Tuberkulose. Während des Kulturkampfes war es dem sozial-karitativen Orden bis zum Jahr 1882 verboten, junge Frauen ins Noviziat zu übernehmen. Delphine Motte erwarb im Oktober 1888 von Johann Baptist Steffen aus Nancy in der Herrenstraße 33 ein Wohnhaus, in dem zuvor der Saarlouiser Landrat Heinrich Friedrich von Selasinsky gewohnt hatte, und schenkte es den Franziskanerinnen. Die Wohnung im Haus von Delphine Motte in der Augustinerstraße ging wieder in deren Besitz über. Delphine Motte schenkte nun ihr ganzes Haus in der Augustinerstraße der Pfarrei St. Ludwig, die es als Mägdehaus den Borromäerinnen überließ. Auf Anregung von Pfarrer Alexander Subtil sollten hier stellenlose Dienstmädchen eine vorübergehende Unterkunft finden. Gegen Kost und Logis arbeiteten diese dann in der Hauswirtschaft der Borromäerinnen. Im August 1890 eröffnete die Pfarrei in diesem Mägdeheim auch eine Handarbeitsschule und eine Bewahranstalt. An das Haus der Waldbreitbacher Franziskanerinnen in der Herrenstraße wurde bald eine neogotische Kapelle angebaut. Der Einzug in die „Marienhaus“ genannte Niederlassung erfolgte im Sommer 1889. Bereits im Vorjahr 1888 hatte der Trierer Bischof Michael Felix Korum den Zuständigkeitsbereich der Saarlouiser Schwestern gegeneinander abgegrenzt: Die ambulante Krankenpflege sollten die Franziskanerinnen übernehmen, während die stationäre den Borromäerinnen oblag.
Durch das finanzielle Vermächtnis der im Jahr 1898 verstorbenen Delphine Motte konnten die Franziskanerinnen ab dem Herbst 1899 ein großes Gebäude im neogotischen Stil errichten und am Osterfest des Jahres 1902 (30. März 1902) eröffnen. Prälat Alexander Subtil weihte den Neubau mit Kapelle ein. Den 22 Ar großen Baugrund hatte der Saarlouiser Stadtrat den Schwestern zum Selbstkostenpreis überlassen. Weitere Saarlouiser Bürger spendeten große Summen zum Neubau der Schwesternniederlassung. Das Haus in der Herrenstraße wurde nun veräußert. Der Dillinger Arzt Dr. Poller, der bisher in der Saarlouiser Nachbargemeinde in seinem Elternhaus eine Privatklinik betrieben hatte, bezog in den Räumen des Saarlouiser Schwesternhauses seinen stationären medizinischen Dienst. Das Haus musste bereits im Jahr 1907 erweitert werden und wurde im Jahr 1942 offiziell nach der heiligen Elisabeth von Thüringen "St. Elisabeth Klinik" benannt. Bereits im Jahr 1920 hatte die Pfarrei St. Ludwig ihren gesamten Teilbesitz an der Unternehmung mit Haus und Gärten den Schwestern übertragen. Ab dem Jahr 1951 erweiterte man den neogotischen Klinikbau. Ein neues Bettenhaus wurde am 11. Juni 1971 bezogen und in den Jahren 2004 bis 2008 renoviert. Im Januar 2007 fusionierten die Verwaltungen der Saarlouiser Klinik und des Völklinger St. Michael-Krankenhauses. Am 1. Juni 2012 schlossen sich die St. Elisabeth-Klinik Saarlouis und das Caritas-Krankenhaus Dillingen zum Marienhaus Klinikum Saarlouis-Dillingen zusammen.

## Gertrudenstift

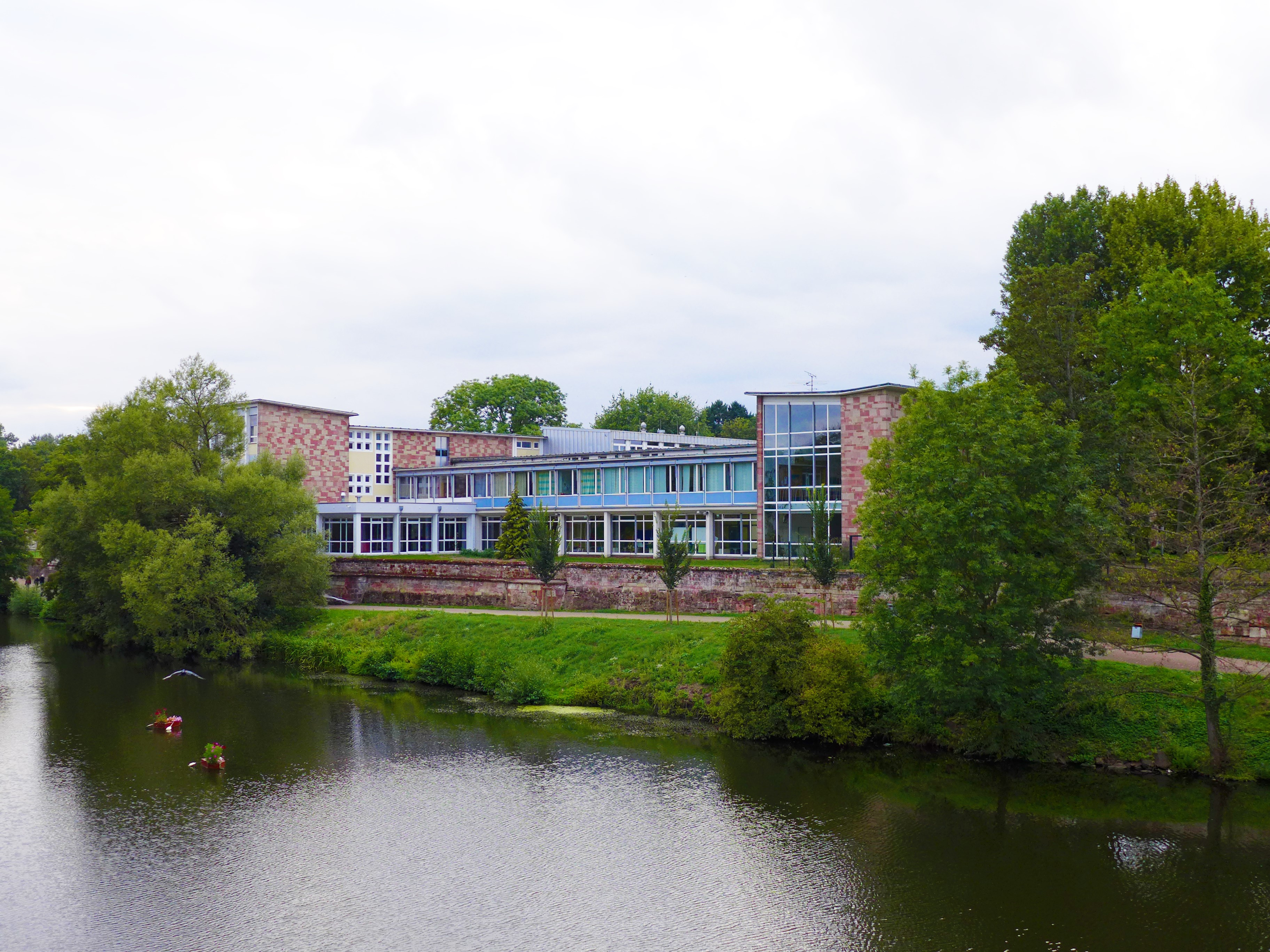
Standort des ehemaligen Gertrudenstiftes, heute Gymnasium am Stadtgarten, errichtet 1958–1960 anstelle des im Jahr 1957 abgerissenen Militärhospitals von 1680–1685; die barocke Subkonstruktion besteht noch

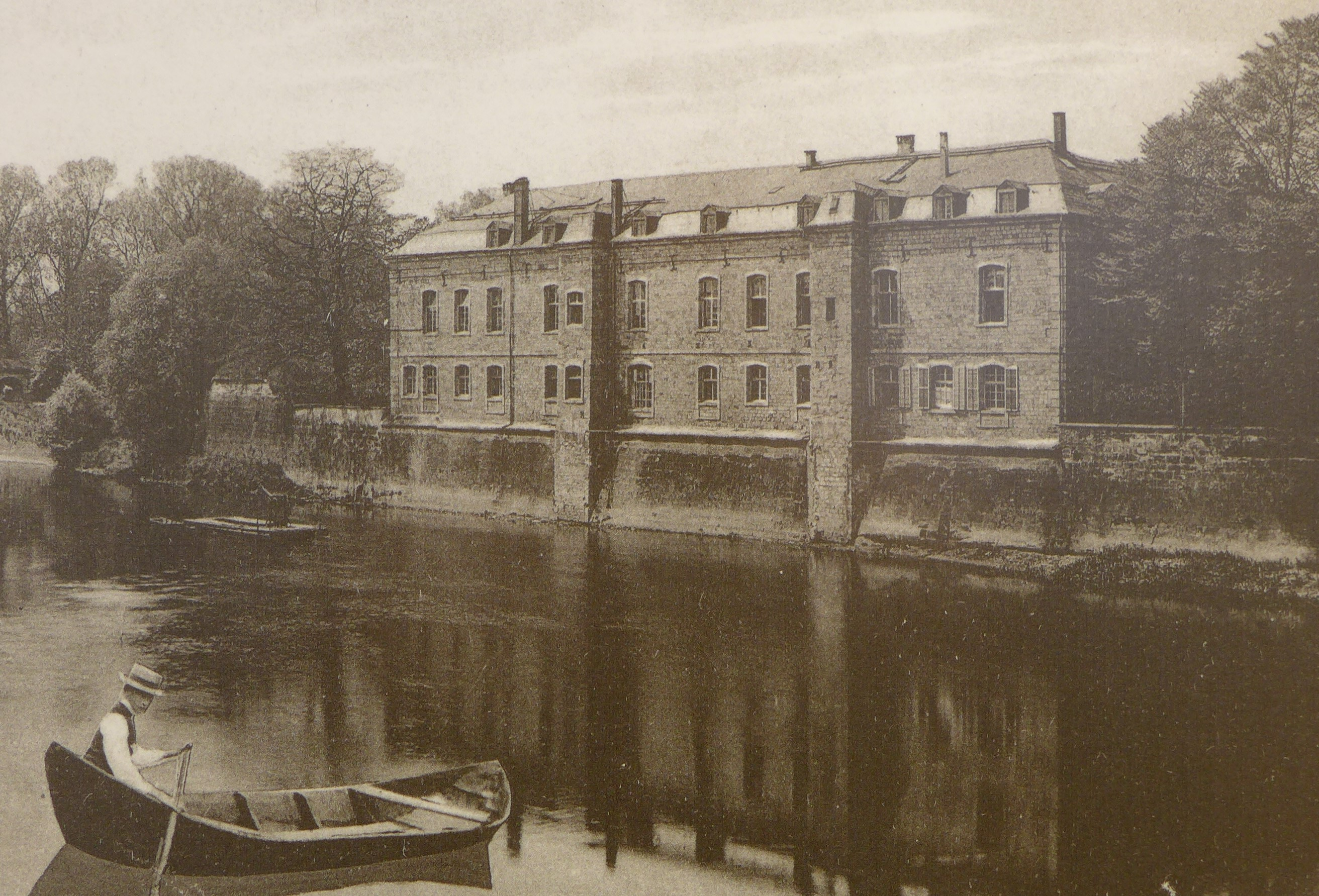
Saarlouis, Lazarettgebäude, abgerissen 1957, heute Standort des Saarlouiser Gymnasiums am Stadtgarten (Aufnahme um 1900, Archiv des Museums Wallerfangen)

Das in den Jahren 1680 bis 1685 errichtete Militärhospital, heute Standort des Saarlouiser Gymnasiums am Stadtgarten hatte bis zum Jahr 1920 dem preußischen Militärfiskus unterstanden, ging dann in die Verwaltung der Regierungskommission des Saargebietes über und wurde von dieser an den Caritas-Verband Saarbrücken vermietet. Der Verband stellte das Gebäude der „Kongregation der Schwestern vom heiligen Josef“ (Trier) zur Verfügung. Das Gebäude diente nun unter dem Namen „Gertrudenstift“ als Kloster (benannt nach der Ordensgründerin Mutter Gertrud, Josephine Gräfin Schaffgotsch, 1850–1922). Der Orden betrieb im Gebäude eine Bildungsstätte für junge, schutzbedürftige Mädchen, die hier in Hauswirtschaft und dem Schneiderhandwerk unterrichtet wurden. Die im Gertrudenstift tätige, jüdischstämmige Schwester Mirjam (Else Michaelis, 1889–1942) wurde von der Ordensleitung nach der Angliederung des Saargebietes an das nationalsozialistische Deutsche Reich von Saarlouis aus in die Niederlande gebracht, um sie der Verfolgung durch das Regime zu entziehen. Sie wurde aber am 2. August 1942 aufgegriffen und am 9. August 1942 in Auschwitz ermordet.
Das Gertrudenstift wurde im Jahr 1936 geschlossen, da das Haus als ehemaliges Militärgebäude von der Wehrmacht zurückverlangt wurde. Während die Mädchen im „Kloster zum Guten Hirten“ in Trier untergebracht wurden, zogen die Schwestern nach Gersweiler, wo die Pfarrei ihnen das Angebot machte, das dortige „St. Josefshaus“ zu übernehmen.
Unmittelbar nach dem Zweiten Weltkrieg betrieb die Polstermöbelfabrik Flasche im Gebäude eine Fabrikationsstätte.
Im Jahr 1957 riss man das barocke Lazarettgebäude auf dem Hornwerk im Stadtgarten ab und errichtete von 1958 bis 1960 nach Plänen von Heinrich Latz den Neubau des Gymnasiums am Stadtgarten, der im November 1960 bezogen werden konnte. Nur die Substruktionsmauern des traditionsreichen Barockgebäudes aus der Zeit Ludwigs XIV. blieben erhalten.